# Patrick Van Roosbroeck
Patrick Van Roosbroeck (Duffel, 20 december 1969) is een Belgisch voormalig wielrenner. Hij was actief als prof van 1991 tot en met 1996. 

## Belangrijkste overwinningen
1990
- De Drie Zustersteden

1991
- Brussel-Ingooigem

1993
- Ronde van Limburg
- Binche-Doornik-Binche

1994
- Ronde van de Vendée
- GP Lucien Van Impe

Wielerploegen van Patrick Van Roosbroeck
den Braber ·  
De Clercq ·   
Desmet ·  
Eeckhout ·
Fleischer ·
Heynderickx ·
Høj · 
Huybrechts · 
Janssens ·
Moermans · 
Nulens ·
Omloop ·
Peers · 
Piątek ·
Planckaert ·
van der Poel ·
Theunisse · 
Van Aken ·
Vandromme ·
Vanhaecke ·
E. Van Lancker ·
K. Van Lancker · 
Van Luchem (tot 28/02) · 
Van Roosbroeck ·
Verbeken ·
Zemke